# 何川 (生物化学家)
何川（1972年2月25日—）是一位華裔美國生化學家，現為芝加哥大學約翰·T·威爾森傑出講座教授（John T. Wilson Distinguished Service Professor），並為霍华德·休斯医学研究所研究员，知名於發現與闡明mRNA甲基化對基因表現的調控機制。
2023年，何川因對RNA修飾開創性的研究而獲頒該年度的沃爾夫化學獎。

## 早年教育
何川於1972年出生於文革期間的中國貴州清鎮，畢業於凯里第一中学，1994年於中国科学技术大学獲化學學士學位，2000年於麻省理工学院獲博士學位，指導教授為斯蒂芬·利帕德。隨後他於哈佛大學格雷戈里·L·维尔丁的實驗室進行博士後研究，2002年獲芝加哥大學化學系聘為教授。

## 研究
2010年，何川提出mRNA上的可逆修飾可能和DNA與蛋白質的修飾一樣可調控基因表現的假說，真核生物mRNA上的甲基化修飾N6-甲基腺苷（m6A）早在1974年就被發現，但其功能與機制均不明，2011年何川與實驗室成員發表了首個可將mRNA的m6A去甲基化的酵素FTO蛋白，2014年與2015年進一步發現YTHDF2與YTHDF1蛋白可識別與結合mRNA上的m6A，並分別調控（促進）mRNA的降解與轉譯，闡明RNA甲基修飾對基因表現的調控機制，另外其實驗室也成功純化了將mRNA上的A甲基化成m6A的METTL3-METTL14複合體；2020年何川團隊發現m6A可促進許多染色體相關調控RNA（chromosome-associated regulatory RNA，carRNAs）的降解，進而透過改變染色體包裹的緊密程度而影響基因轉錄；2021年何川團隊發現在水稻中轉入人類的FTO基因（m6A的去甲基酶）可大幅增加其產量。
除RNA修飾以外，何川實驗室也研究DNA甲基化，開發了對基因組中的5-羟甲基胞嘧啶（5hmc）進行測序的技術TAB-seq，以及可共價標記5hmc的hmC-Seal，並與其他實驗室合作發表DNA上N6-甲基脫氧腺苷在多種真核生物中調控基因表現的機制。

## 榮譽
- 2003年：瑟爾學者獎（英语：Searle Scholar Award）[19]
- 2004年：W. M.凱克基金會（英语：W. M. Keck Foundation）医学研究杰出青年学者奖[4]
- 2005年：艾爾弗·斯隆基金會斯隆研究奖[4]
- 2005年：贝克曼青年研究员奖（英语：Beckman Young Investigators Award）[20]
- 2009年：北京大學長江學者講座教授[21]
- 2010年：生物無機化學學會（英语：Society of Biological Inorganic Chemistry）青年成就獎[22]
- 2013年：霍华德·休斯医学研究所研究员[23]
- 2017年：保羅·馬克斯癌症研究獎（英语：Paul Marks Prize for Cancer Research）[24]
- 2019年：《ACS化學生物學（英语：ACS Chemical Biology）》講座[25]
- 2022年起擔任《ACS化學生物學》期刊主編[26]
- 2023年：沃爾夫化學獎[3]

## 外部連結
- He Lab at The University of Chicago （页面存档备份，存于）